# Dan Trist
Daniel "Dan" Trist (nacido el 29 de agosto de 1992 en Wahroonga, Nueva Gales del Sur, Australia), es un jugador de baloncesto profesional que cuenta con doble nacionalidad australiana e inglesa. Con una estatura de 2,06 metros, se desenvuelve en las posiciones de ala-pívot y de pívot.

## Trayectoria
Se formó desde 2012 en la Universidad de Lafayette con sede en Easton, Pensilvania, disputando la Division I de la NCAA con los Leopards y graduándose en 2015 con unos promedios de 17,2 puntos, 6,7 rebotes y 1,3 asistencias, registros por los que recibió diversas nominaciones (entre ellas, integrante del Mejor Quinteto de la conferencia) y que le permitieron disputar el disputar el prestigioso torneo Portsmouth Invitational Tournament (PIT), reservado a los jugadores universitarios más destacados.
Inicia su carrera profesional en la Liga LEB Oro española, disputando la temporada 2015/16 con el Oviedo Club Baloncesto y logrando unos promedios de 11,4 puntos y 4,6 rebotes. La siguiente campaña firma por el Horsens IC de la liga danesa, acreditando 13,2 puntos y 6 rebotes por encuentro y alcanzando el subcampeonato de liga tras caer en el playoff final ante el Bakken Bears por 4-1.  
En 2017/18 regresa a España para firmar con el Club Ourense Baloncesto, manteniendo medias de 11,6 puntos, 5,2 rebotes y casi una asistencia por noche. Recibió la nominación como MVP de la jornada 9,  cuando registró 24 puntos, 10 rebotes y 4 faltas recibidas para 32 tantos de valoración.
Inicia la temporada 2018/19 en el Melbourne United de la Liga NBL australiana, donde tiene una participación menor hasta que en febrero de 2019 se anuncia su incorporación al Cáceres Patrimonio de la Humanidad hasta el final de la temporada, en lo que sería su tercera experiencia en la Liga LEB Oro española. Trist fue pieza clave en la permanencia del club, al que lideró con promedios de 13.7 puntos y 7.5 rebotes en los 13 partidos que disputó.
En abril de 2019 se anunció su fichaje por el South East Melbourne Phoenix australiano para disputar la temporada 2019/20, finalizando la temporada con promedios de 3.4 puntos y 2.6 rebotes. En 2020/21 firma con los New Zealand Breakers, también de la liga australiana, disputando 22 encuentros con una intervención muy marginal.